# Sveriges folkräkning 1900
Sveriges folkräkning 1900 var den femte folkräkningen i Sverige sedan grundandet av Statistiska centralbyrån. Folkräkningen registrerade 5 136 441 invånare, varav 2 506 436 män och 2 630 005 kvinnor.